# Distretto di Mońki
Il distretto di Mońki (in polacco powiat moniecki) è un distretto polacco appartenente al voivodato della Podlachia.

## Geografia antropica

### Suddivisioni amministrative
Il distretto comprende 7 comuni.
- Comuni urbano-rurali: Goniądz, Knyszyn, Mońki
- Comuni rurali: Jasionówka, Jaświły, Krypno, Trzcianne